# National Institute of Standards and Technology
National Institute of Standards and Technology (Narodowy Instytut Norm i Technologii), NIST – amerykańska agencja federalna pełniąca funkcję analogiczną do Głównego Urzędu Miar. W latach 1901–1988 nosił nazwę National Bureau of Standards (Narodowe Biuro Norm).
Główna siedziba Narodowego Instytutu Norm i Techniki znajduje się w Gaithersburgu w stanie Maryland. Bezpośredni nadzór nad agencją sprawuje Departament Handlu Stanów Zjednoczonych.